# ノースサイド (ケイマン諸島)
ノースサイド（North Side）はケイマン諸島を構成する地区の1つ。グランドケイマン島の北岸にあり、2010年現在の人口は1,437人である。
サッカーチームのノースサイドFCがある。